# Písečné duny Tottori
Velké písečné duny Tottori (japonsky 鳥取砂丘, Tottori sakjú) se nachází na pobřeží u stejnojmenného hlavního města prefektury Tottori. Ročně je navštíví okolo 2 milionů turistů.

## Popis
Písečné duny se nachází v srdci geoparku San’in kaigan a táhnou se 2,4 km od severu k jihu a 16 km od východu na západ. Nejvyšší měří přes 45 metrů.

## Vznik
Písečné duny zde vznikly přibližně před 100 tisíci lety.
„Silné deště unášely písky z pohoří Čúgoku do řeky Sendai, která je vlila do Japonského moře. Následně je jeho vlny dopravily k pobřeží a silný vítr vanoucí z moře je přinesl na pevninu.“ 

## Vzhled
Základní tvar těchto písečných dun je barchan (srpovitá duna). Vzniká, když hora písku, rostoucí za pomoci větru, již nemůže unést vlastní váhu a svah se kvůli tomu na závětrné straně zhroutí. Většinou v úhlu 30 stupňů (klidový úhel).
Na písečných dunách Tottori je barchan nazýván také jako Suribači. Suribači označuje terén, ve kterém se nacházejí velké prohlubně, vypadající jako mravenčí hnízda. 
Povrch země není všude suchý. V nejhlubších částech Suribači jsou místa zvaná „oázy“, odkud vyvěrá podzemní voda a někdy tvoří i mělká jezírka. V roce 2017 vzniklo kvůli tání velkého množství sněhu tolik vody, že se u písečných dun Umanose vytvořilo přibližně 5 430 oáz. Hloubka vody v některých z nich dosáhla až 1,4 m, což bylo více než v předchozích letech.

### Působení větru
Vlnění větru je typickým rysem krajiny písečných dun Tottori a někdy se přirovnává k „vlnění písku“. Vlnové vzory jsou kresleny po písku větrem vanoucím rychlostí 5 až 6 m/s.
Písečné závěsy lze vidět pouze po dešti. Jmenují se tak, protože zrnka písku kloužou po strmých svazích dun a při pohledu z dálky vypadají jako rolety.
Písečné sloupy jsou shluky písku, který se zvedá den po bouři a vzniká, když je povrch písku erodován deštěm a větrem. Nachází se na písečných dunách poblíž moře.

### Sníh na písečných dunách
Když vítr fouká přes čerstvě napadaný sníh, vytváří na něm vlnky.

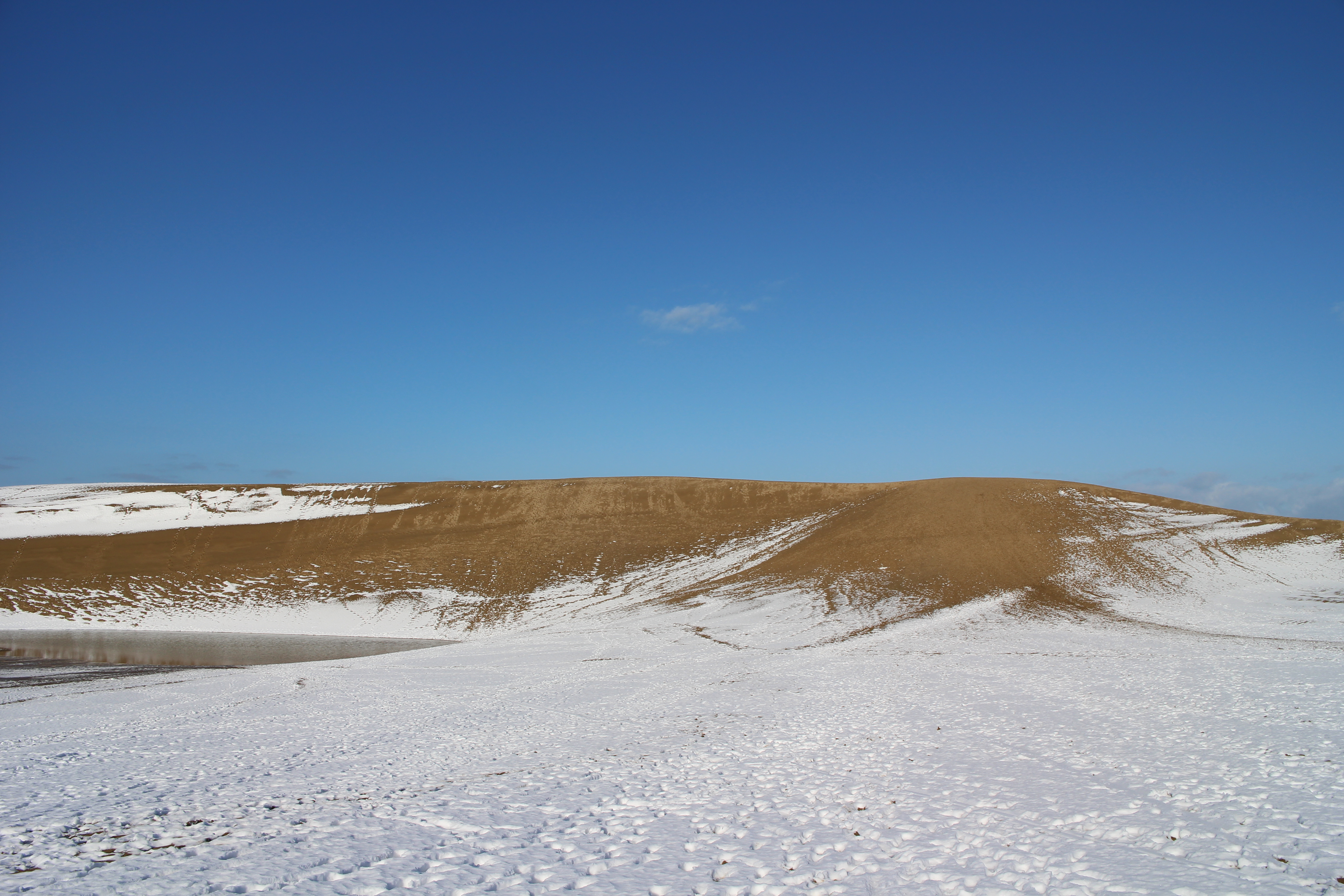
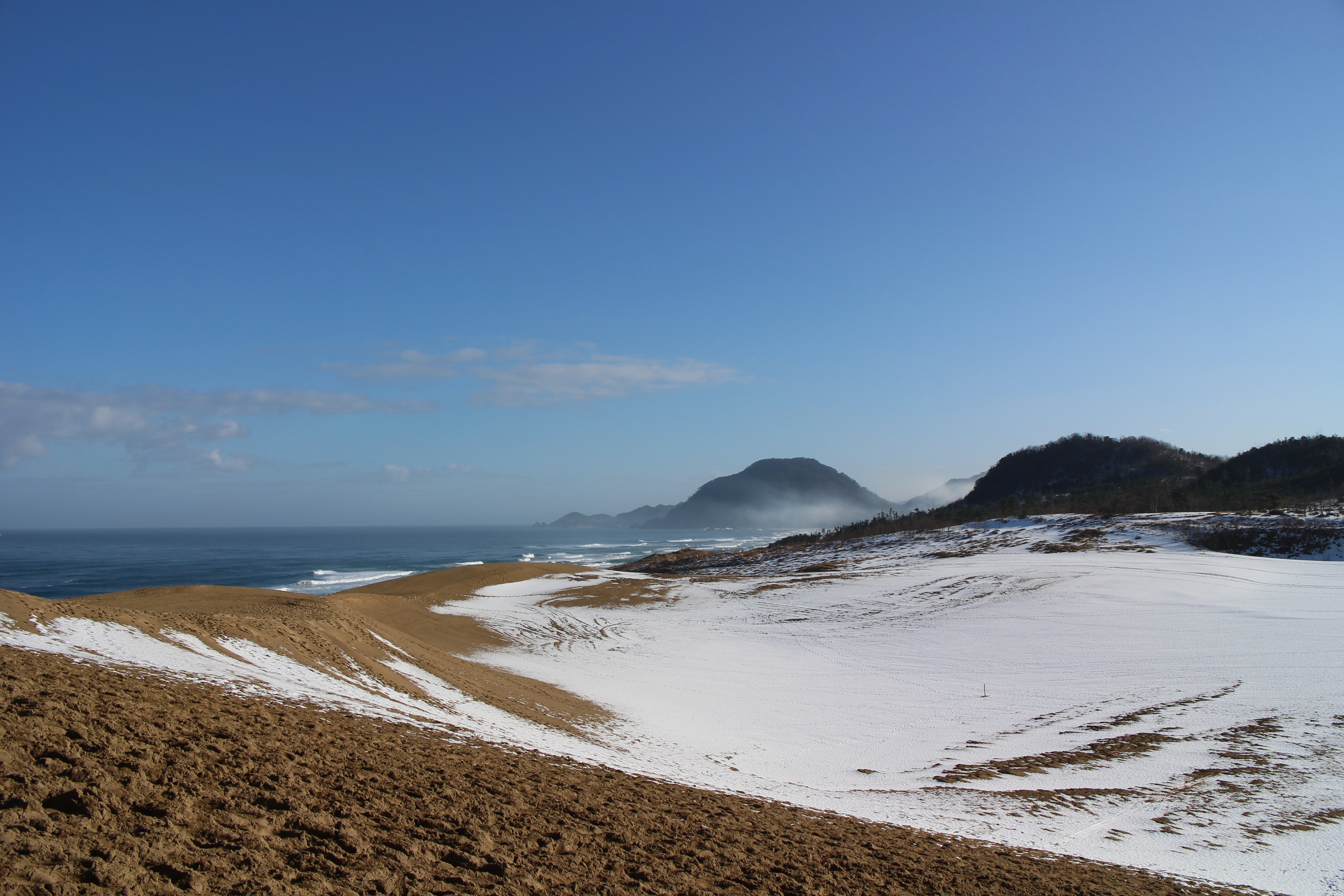
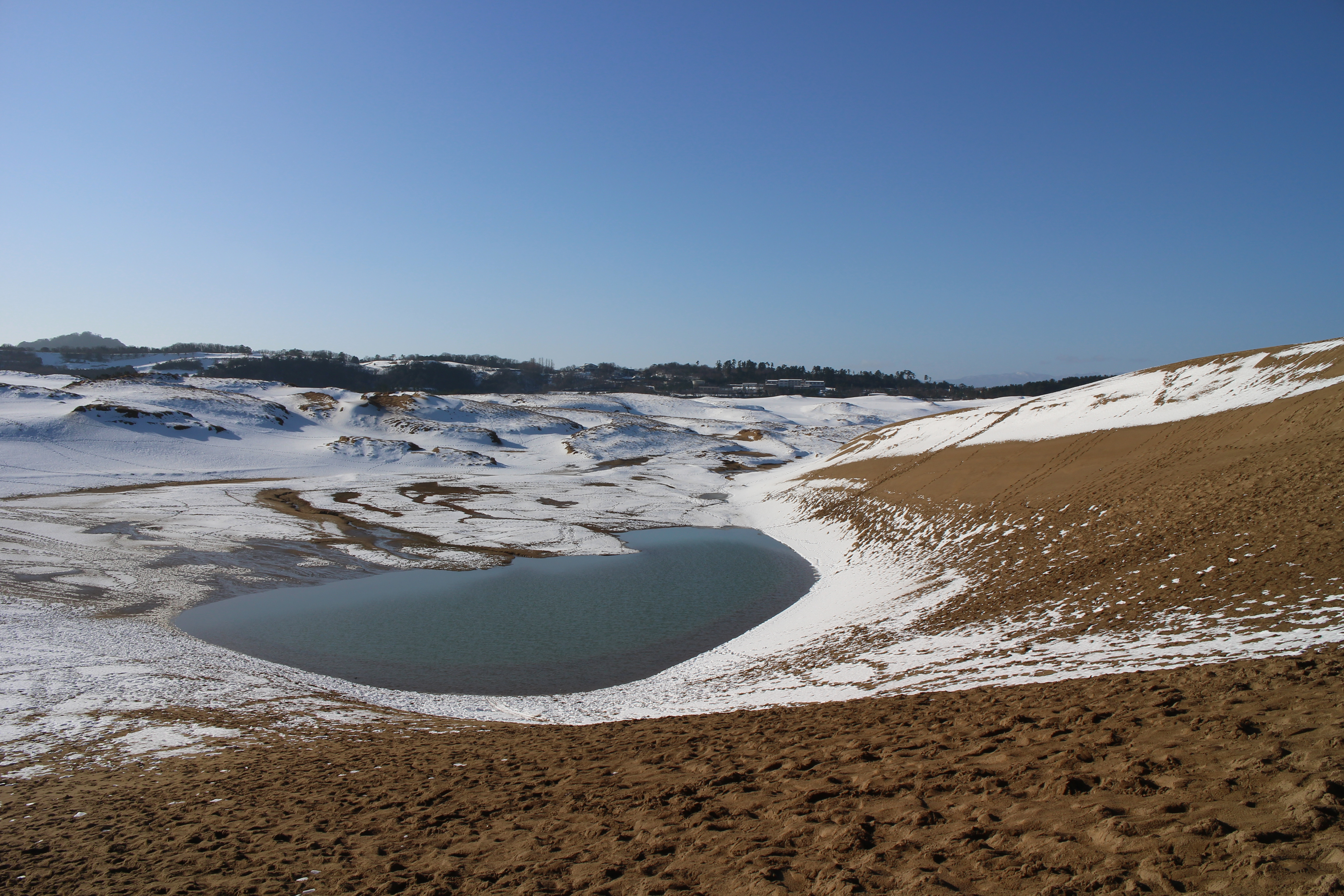
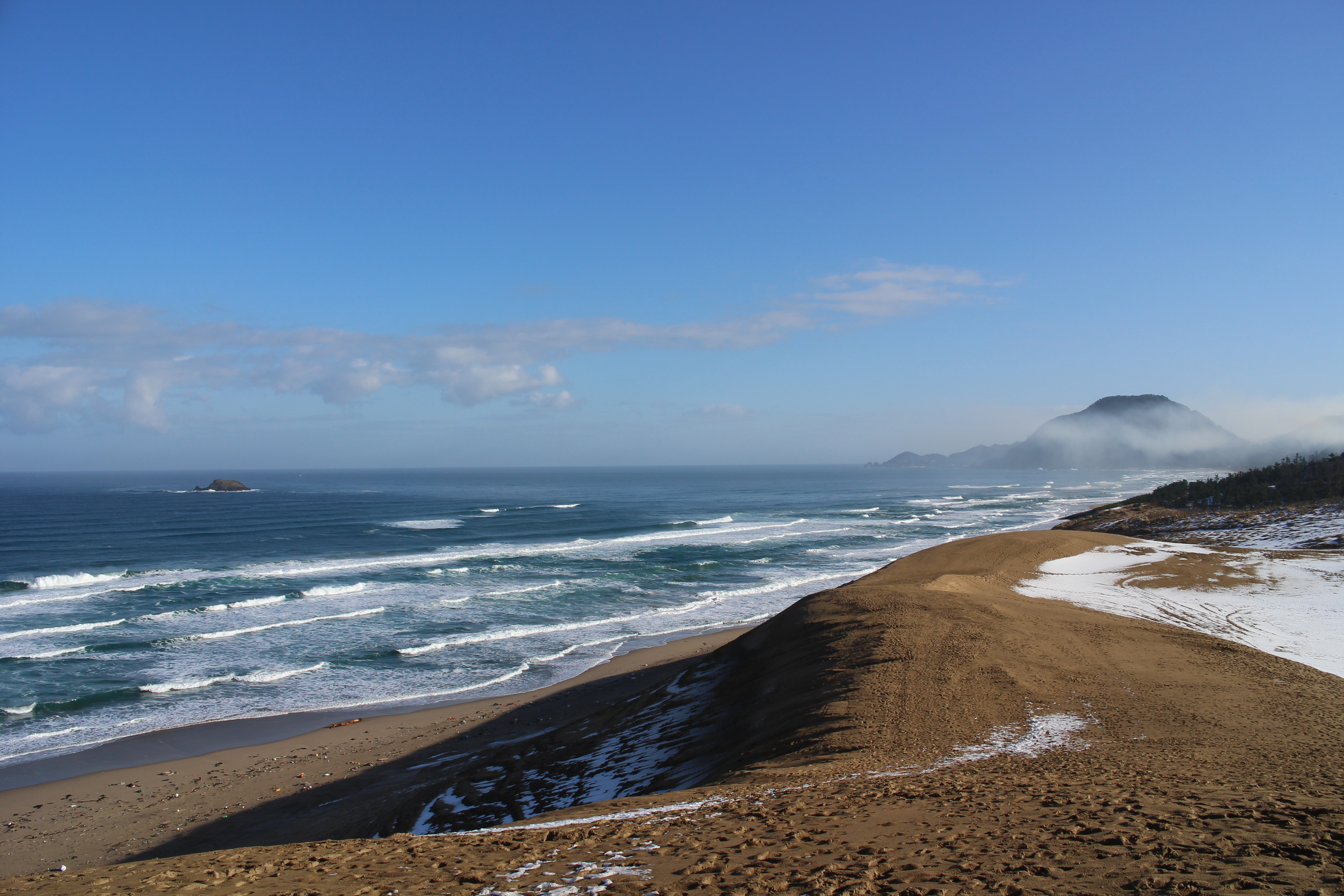

## Turismus

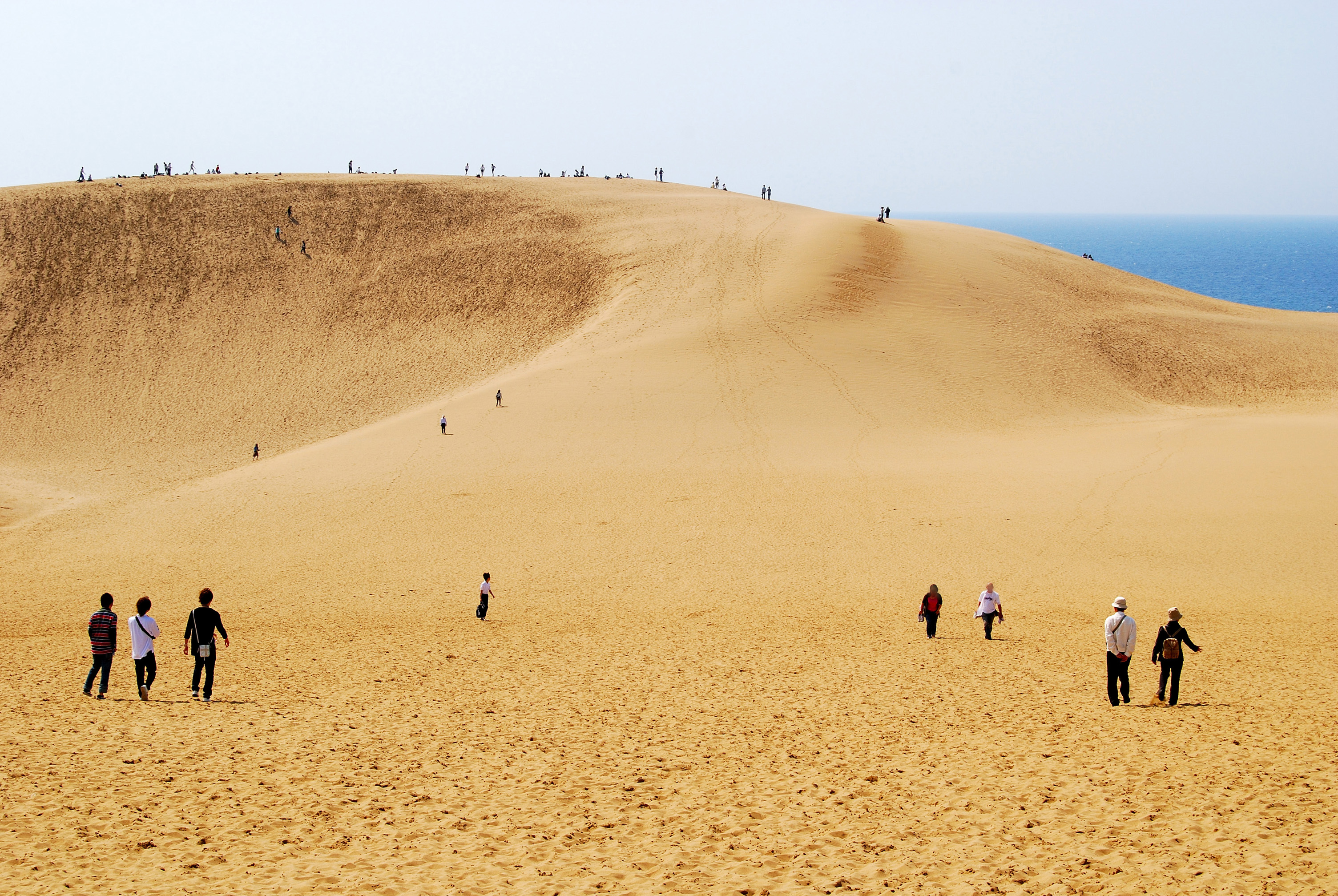
Umanose (馬の背)

S výjimkou místních lidí o dunách většina Japonců dlouho nevěděla, v roce 1923 je ale ve svých knihách zmínil populární japonský spisovatel Takeo Arišima a od té doby začaly lákat návštěvníky. Nyní sem přijíždí kolem 1,2 milionu návštěvníků ročně (převážně Japonců).
Mezi turistické atrakce patří jízda na velbloudech, koňských povozech, paragliding a sandboarding.

### Umanose
Jedná se o velké zvlnění, měřící na nejvyšším místě asi 50 metrů. Svým vzhledem připomíná koňský hřbet. Je nejvyhledávanějším turistickým místem z celých dun. Nabízí 360stupňový výhled na zajímavě zakřivené pobřeží a zeleň hor v dálce.

## Vandalismus
S narůstajícím počtem návštěvníků, kteří duny každoročně navštíví, se zvyšuje i počet „graffiti incidentů“, kdy návštěvníci, i přes cedule zákazu, vytváří do písku tzv. „písečné graffiti“. Za poslední desetiletí bylo zaznamenáno na 3000 incidentů, kdy byly do písku vyryty nějaké obrazce. Například za rok 2018 správci parku zaznamenali 228 případů tohoto druhu vandalismu. Oproti roku 2017 to bylo o 28 případů více.

## Postupný zánik
I přes snahu místních obyvatel se plocha písečných dun rok od roku zmenšuje. Pohlcují je totiž rostliny a stromy, které zde byly vysazeny po 2. světové válce, při snaze o zlepšení životního prostředí a zamezení vzniku písečných bouří.
Už od roku 1991 se zde scházejí dobrovolníci, kteří vytrhávají nepoddajnou vegetaci, aby zabránili přibývání zeleně.

## Fauna a flóra
Na písečných dunách žije mnoho zajímavých exemplářů bezobratlých. Mezi ně můžeme zařadit například mravkolva, škvory či různé druhy pavouků.
Z ptačích druhů se zde vyskytují především stěhovaví ptáci, jako třeba jespák obecný, jespák rudokrký, kulík říční, kulík mořský.
I rostlinných druhů je zde velké množství. Patří mezi ně různé druhy svlačce, rostliny rodu Ixeris repens, Artemisia capillaris, Setaria pachystachys a další.

## Zajímavosti v okolí
- Návštěvnické centrum písečných dun Tottori
- Muzeum písku Tottori (砂の美術館, Suna no bidžucukan)[12]